# Walter Nash

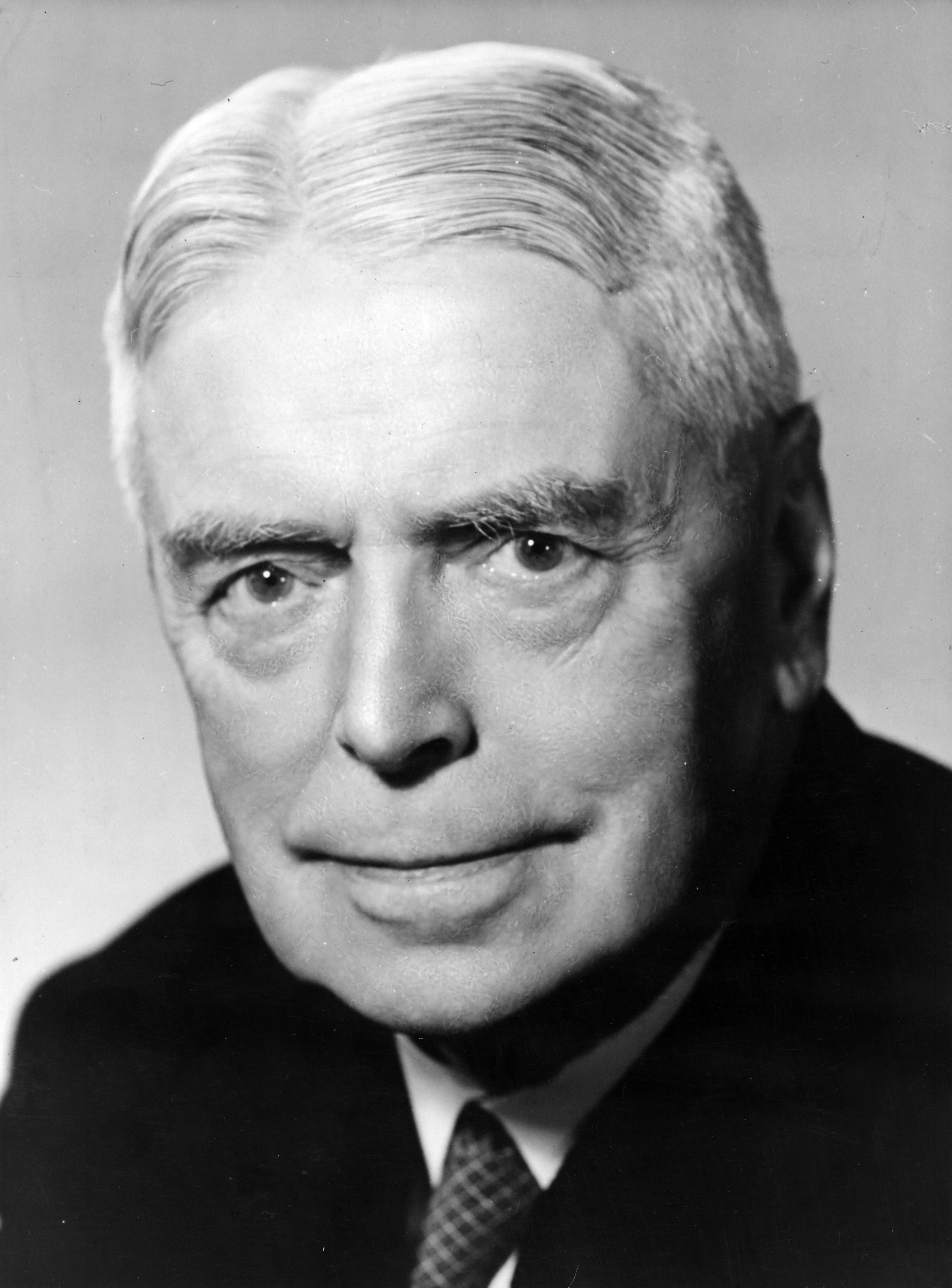
Walter Nash

Sir Walter Nash (* 11. Februar 1882 in Kidderminster, England; † 4. Juni 1968 in Wellington) war 1957 bis 1960 Premierminister von Neuseeland und gehörte der New Zealand Labour Party an.

## Vorpolitisches Leben
Nash wurde im englischen Worcestershire, in der Stadt Kidderminster geboren. Nach dem Abschluss arbeitete der aus ärmlichen Verhältnissen stammende Nash als Büroangestellter in Kidderminster, später in der Nähe von Birmingham. 
1906 heiratete er Lotty May Easton und gründete einen kleinen Betrieb. Als seine Frau und sein Sohn 1908 krank wurden und außerdem eine wirtschaftliche Krise sein Geschäft lähmte, entschied er sich mit seiner Familie England zu verlassen und sich in Neuseeland niederzulassen.
In Wellington wurde Nash Sekretär bei einem Schneider. In dieser Zeit festigten sich seine religiösen und politischen Anschauungen. Er hielt den Sozialismus und das Christentum für zwei eng miteinander verbundene Komponenten. Kurze Zeit später gründete Nash eine Schneiderei in New Plymouth.

## Politische Karriere 1918–1935
1918 half Walter Nash beim Aufbau der – 1911 gegründeten – Labour-Party in New-Plymouth. Bereits ein Jahr später wurde er in die nationale Geschäftsführung gewählt. Zwischen 1920 und 1921 reiste er durch Europa und nahm an vielen sozialpolitischen Konferenzen teil. 
1922 wurde Nash in den Vorstand der Labour-Party gewählt. Er arbeitete vor allem an einem Mitgliederzuwachs und trug einen großen Teil zur Etablierung der Partei bei. 
1929 wurde Walter Nash als Abgeordneter der Labour-Party im Hutt-Bezirk in das neuseeländische Parlament gewählt. Er wurde einer der Sprecher der Partei für Finanzpolitik.

## Finanzminister
Als die Labour-Party 1935 die Wahlen gewann, wurde Nash überraschenderweise als Finanzminister nominiert. Die neuseeländische Wirtschaft war zu Beginn seiner Amtszeit in einem schlechten Zustand. Er startete eine Reihe wesentlicher Veränderungen, ließ die Reserve Bank of New Zealand verstaatlichen und nahm unter anderem an Konferenzen in Berlin und Moskau teil. 
Von den radikaleren Sozialisten wurde Nashs Politik als zu moderat empfunden. Dies löste eine heftige Debatte über seine Amtsführung aus, die Nash relativ unbeschadet überstand, weil er vom damaligen Premierminister Michael Joseph Savage unterstützt wurde. 
Während des Zweiten Weltkriegs brach Nash nur zögerlich mit seinem früheren Pazifismus und bezeichnete den Krieg als notwendig. Für einige Zeit arbeitete er als diplomatischer Repräsentant in den USA. Nach dem Krieg wohnte er den Konferenzen zur Gründung der Vereinten Nationen bei und empfahl Neuseeland, dem Internationalen Währungsfonds beizutreten.

## Oppositionsführer
Kurz nach den Wahlen 1949 starb Premierminister Peter Fraser und Nash wurde ohne große Komplikationen zum Vorsitzenden der Labour-Party gewählt. In den folgenden Jahren führte er die Opposition im Parlament an. Dieser Teil seiner Arbeit wird allgemein nicht als erfolgreich empfunden. 

## Premierminister
1957 gewann Nashs Partei die Wahlen wegen ihrer Versprechen auf Steuersenkung und die Abschaffung der Wehrpflicht. Walter Nash wurde Premierminister von Neuseeland. Er nahm sich zum Ziel, die dramatische finanzielle Lage des Staates wieder unter Kontrolle zu bekommen, musste hierfür die Steuern jedoch erhöhen, was auf großes Unverständnis in der Bevölkerung stieß. Ein weiterer Umstand, der die Labour-Party wichtige Sympathien kostete, war die Tatsache, dass Nash nicht in eine Debatte um die Apartheid in Südafrika eingriff. 1957 hatte Neuseeland auf Druck der südafrikanischen Regierung alle Māori-Spieler aus ihrer Rugbymannschaft zurückgezogen. In seiner Amtszeit benannte das neuseeländische Rossmeer-Komitee die Nash Range in der antarktischen Ross Dependency nach ihm.

## Nach 1960
Bei den Wahlen 1960 verlor die Labour-Party und Nash wurde erneut Oppositionsführer. Erst 1963, im Alter von 81 Jahren zog sich Walter Nash auf Grund massiven Protests gegenüber seiner Person aus dem politischen Leben zurück.
Bis zu seinem Tod blieb Nash Abgeordneter für den Hutt-Bezirk Außerdem wurde er in der Protestbewegung gegen den Vietnamkrieg aktiv, da er die Bombardierung scharf kritisierte. Am 4. Juni 1968 starb er.
Ihm zu Ehren trägt seit 2000 der Nash Peak auf der Ross-Insel in der Antarktis seinen Namen.